# Steve Witkoff
Steven Charles Witkoff (New York, 15 maart 1957) is een Amerikaanse vastgoedinvesteerder, advocaat en diplomaat die dienstdoet als speciaal gezant van de Verenigde Staten voor het Midden-Oosten. 
Hij is de oprichter en voorzitter van de Witkoff Group. Hij begon zijn carrière als advocaat in onroerend goed, waarna hij de overstap maakte naar vastgoedinvesteringen en -ontwikkeling. Tot zijn opmerkelijke aankopen behoren de Daily News Building, het Woolworth Building, 33 Maiden Lane en het Park Lane Hotel in Manhattan.
Tijdens het eerste presidentschap van Donald Trump in 2020 was Witkoff lid van de Great American Economic Revival Industry Groups, die werden opgericht om de economische impact van de COVID-19-pandemie in de Verenigde Staten te bestrijden. 
In november 2024 kondigde de voor een tweede presidentstermijn verkozen Donald Trump aan dat hij Witkoff zou benoemen tot speciale gezant van de Verenigde Staten voor het Midden-Oosten. Na zijn benoeming, maar voordat hij formeel zijn ambt aanvaardde, nam Witkoff deel aan de onderhandelingen die leidden tot een staakt-het-vuren en gijzelaarsruil tussen Israël en Hamas in januari 2025. Naast zijn portefeuille voor het Midden-Oosten werd hij ook Trumps persoonlijke de facto gezant bij de Russische president Vladimir Poetin.